# Taras Bulba (filme)
Taras Bulba é um filme de aventura dos Estados Unidos de 1962, vagamente baseado no romance de Nikolai Gogol. 
O enredo é consideravelmente diferente do original de Gogol, embora esteja mais próximo da edição de 1842 (pró-Rússia Imperial) do que da versão original (pró-ucraniana) de 1832.

## Sinopse
No início do século XVI, o sultão turco espalhava o terror no mundo civilizado então conhecido. O império otomano expandiu-se para o oriente, conquistando a Ásia Menor, indo para o sul no Mediterrâneo e para o norte pela Crimeia.
Saindo triunfante, o sultão voltou-se para o ocidente, mais propriamente para a Ucrânia. Os invasores já estavam na fronteira da Polônia. Esta situação forçou os polacos a fazerem uma união com os cossacos, povo rude e valente que habitava as estepes da Ucrânia, para defenderem seus territórios e outros interesses na região.
O filme começa com uma grande batalha entre turcos e poloneses, que estão sendo derrotados até receberem o reforço dos cossacos. Com a vitória praticamente assegurada, os polacos decidem trair os seus aliados, matando vários de seus comandantes. Com isso, subjugam a Ucrânia e o povo cossaco. Taras Bulba, um dos oficiais cossacos, volta para sua casa, agora sob o domínio polonês.
Muitos anos depois, Taras envia seus dois filhos, Andrei e Ostap, a uma escola em Kiev. Lá, Andrei se apaixona pela princesa polonesa Natalia Dubrov, para a ira dos locais, que consideram os cossacos a escória da terra. Ao final, os irmãos são forçados a fugir de Kiev, retornando para a casa de Taras Bulba.
Lá, ouvem que os poloneses querem que os cossacos se reúnam novamente em exército para ajudá-los em uma nova guerra contra os turcos. Quando Andrei se recusa, é acusado de ser um covarde. É uma séria ofensa que só pode ser resolvida por um teste de coragem. Andrei e seu acusador saltam com seus cavalos sobre um abismo para que Deus escolha quem está certo, findando com o acusador caindo para a morte. Taras acaba concordando com Andrei, e juntos planejam enganar os poloneses para retomar a Ucrânia.
Assumindo o comando dos cossacos, Taras os conduz até a cidade de Dubno, onde os poloneses os esperam para que se reúnam. Ao invés disso, os cossacos atacam o exército polaco, mantendo-o na cidade, que fica sitiada por soldados cossacos. A fome e a doença se alastram na cidade, e Andrei, temendo pela vida de sua amada, passa pelo cerco na tentativa de resgatá-la. Ele é capturado e ela é condenada a ser queimada na fogueira pelo crime de amar um cossaco. Para salvá-la, Andrei concorda em liderar um grupo para levar gado para a cidade faminta.
Enquanto isso, um dos generais de Taras Bulba acha que o cerco é uma perda de tempo, e decide voltar para casa com seus homens, deixando Taras com muito poucos homens às portas da cidade. Quando o comandante polonês percebe o enfraquecimento da guarda cossaca, ordena que todo seu exército ataque. Taras Bulba encontra seu filho no campo de batalha e o mata pela traição de lutar contra seu povo. Os cossacos que tinham deixado o cerco retornam em grande número de homens e cavalos, e empurram os inimigos em direção a um desfiladeiro para a morte, com os cossacos vitoriosos entrando em Dubno. 

## Elenco
- Tony Curtis — Andrei Bulba
- Yul Brynner — Taras Bulba
- Christine Kaufmann — Natalia Dubrov
- Sam Wanamaker — Filipenko
- Brad Dexter — Shilo
- Guy Rolfe — Príncipe Grigory
- Perry Lopez — Ostap Bulba
- George Macready — Governador
- Ilka Windish — Sofia Bulba
- Vladimir Sokoloff — Stepan
- Daniel Ocko — Ivan Mykola
- Vladimir Irman — Grisha Kubenko
- Abraham Sofaer — Abbot
- Mickey Finn — Korzh
- Richard Rust — Capitão Alex
- Ron Weyand — Tymoshevsky